# Лугуру
Лугуру (или Ругуру) е лингвистична и етническа група в източно-централна Танзания, обитаваща главно региона Морогоро. Те говорят езика лугуру, от групата банту. През 2001 лугуру наброяват 692 000 души.
Разделени са на 50 клана,  като 45% изповядват християнството. 
Известни са с изработката на интересни трикраки столове от резбовано дърво тип муанакити. Отгоре облегалката често завършва със стреловидна глава и един или два стърчащи птичи гребени, с нарези по лицето, малки уши и очертани или релефни гърди. Понякога, заедно със седалката, изцяло е украсена с геометрични мотиви. Стилистиката е близка до тази на племената кагуру и нямуези, с които вероятно са поддържали културен обмен.